# Nau de Can Pons
La Nau de Can Pons és una obra d'Olesa de Montserrat (Baix Llobregat) protegida com a Bé Cultural d'Interès Local.

## Descripció
Es tracta d'una nau de maó vist, de planta baixa i coberta dues vessants. Ha conservat íntegrament l'estructura i volumetria originaries. Les façanes presenten un ritme regular de grans obertures en forma de finestrals emmarcats entre pilastres. Alguns han estat modificats i la fusteria és d'alumini. Hi ha zones on el totxo ha estat arrebossat.

## Història
L'original fàbrica de Cal Pons, s'establí al carrer Calvari a càrrec de Francisco Pons i Sabaté, qui comprà la fàbrica amb vuit telers l'any 1904. L'any 1919 el nom de la fàbrica era Hijos de Francisco Pons, nom que mantingué fins a la separació dels germans Joan i Bernat Pons, l'any 1948. Joan Pons es va quedar amb la fàbrica del carrer Calvari i passà a anomenar-se Hijo de Francisco Pons S.A. Què tancà l'any 1976. El seu germà Bernat Pons, va construir al carrer Barcelona Tèxtil Pons S.A. que es mantingué fins al 1992.